# Saisie-attribution en droit français
Ne doit pas être confondu avec Saisie-appréhension en droit français.
La saisie-attribution est une procédure civile d'exécution forcée qui permet à un créancier muni d'un titre exécutoire constatant une créance liquide et exigible, de saisir entre les mains d'un tiers (le tiers saisi) la créance de son débiteur (le débiteur saisi). C'est une procédure réglementée par les articles L.211-1 et suivants du code des procédures civiles d'exécution. Elle a été créée par la loi no 91-650 du 9 juillet 1991 portant réforme des procédures civiles d'exécution complétée par le décret no 92-755 du 31 juillet 1992 instituant de nouvelles règles relatives aux procédures civiles d'exécution, faisant alors disparaître l'ancienne saisie-arrêt.
C'est une saisie qui va en principe s'appliquer à toutes les créances de somme d'argent. Par exemple, le compte bancaire du débiteur peut faire l'objet d'une saisie-attribution car les sommes en question constituent une créance dont le débiteur dispose sur sa banque.
Les créances correspondant à des rémunérations de travail, par exemple les salaires, font l'objet d'un régime spécial (saisie réglementée par l'article L.212-1 qui renvoie à des dispositions du code du travail).
Les saisies peuvent porter sur des créances à terme, conditionnelles, ou à exécution successive.

## Principe de la saisie-attribution

### Sujets de la saisie-attribution
Trois personnes interviennent dans la procédure de saisie-attribution.
- Le créancier saisissant, qui doit détenir un titre exécutoire constant une créance liquide et exigible.
- Le débiteur saisi, qui détient nécessairement une créance contre un tiers.
- Le tiers saisi qui doit répondre à deux conditions: être tenu d'une obligation (envers le débiteur saisi) qui porte sur une somme d'argent et détenir ces sommes dues en vertu d'un pouvoir propre et indépendant (ce sera le cas d'un banquier, d'un notaire, d'un avocat, ou encore d'un représentant légal).

Il est possible que le créancier saisissant et le tiers saisi soient la même personne: cela signifie que le créancier va saisir entre ses propres mains des sommes qu'il doit au débiteur saisi, il sera alors payé par le mécanisme de la compensation.

### Objet de la saisie
Deux créances vont faire l'objet de la saisie-attribution
- La créance cause de la saisie : elle doit être reconnue dans un titre exécutoire, peu importe que celui-ci soit provisoire ou définitif. Elle doit de plus être liquide et exigible.
- La créance objet de la saisie : elle doit exister au jour de la saisie, figurer dans le patrimoine du débiteur saisi, et être saisissable (Sont par exemple insaisissables les créances de nature alimentaire ainsi que certaines créances "sociales" comme les indemnités de sécurité sociale ou certaines allocations comme le RSA). C'est obligatoirement une créance de somme d'argent.

### Procédure
La saisie-attribution est un acte de commissaire de justice (« exploit ») devant être signifié au tiers, puis dénoncé au débiteur dans un délai de 8 jours (acte qui doit lui indiquer la possibilité de former une contestation dans un délai d'un mois à compter de la signification de l'acte).

## Paiement par le tiers saisi
En principe, le tiers saisi devra procéder au paiement après la délivrance par le greffe ou par l'huissier de justice d'un certificat attestant de l'absence de contestation à la suite de la dénonciation de la saisie au débiteur, ou dans le cas où ce dernier a expressément indiqué qu'il ne comptait pas contester la saisie. Cependant, si le débiteur saisi émet une contestation, le paiement par le tiers saisi n'interviendra que quand celui-ci pourra présenter le jugement rejetant la contestation (autrement dit, lorsqu'elle sera réglée).

## Contestation
Le débiteur, s'il entend contester la saisie-attribution, dispose d'un délai d'un mois à compter de la dénonciation de la saisie pour saisir le juge de l'exécution (JEX), par assignation délivrée au créancier par un huissier différent de celui ayant procédé à la saisie-attribution. Il doit informer l'huissier de justice qui a pratiqué la saisie le jour même ou le premier jour ouvrable suivant, par lettre recommandée avec demande d'avis de réception.